# Anié
Anié hay Ana là một thị trấn ở vùng Plateaux, Togo. Nó nằm bên sông Anié, cách Atakpamé 26 km về phía bắc. Vào năm 2010, dân số thị trấn là 37.398 người.

## Kinh tế
Ngân hàng Đại Tây Dương (Banque Atlantique) có một chi nhánh tại Anié. Thị trấn cũng có một ngôi chợ và vài cửa hàng nhỏ.

## Giao thông
Anié nằm trên tuyến đường quốc lộ N1, đồng thời có một nhà ga đường sắt và sân bay.